# Combate de Cispatá
El combate de Cispatá (o Zispatá o Boca del Sinú) fue un enfrentamiento militar librado el 26 de noviembre de 1812, durante la revolución de las sabanas, entre las fuerzas patriotas del Estado Libre de Cartagena y los realistas fieles al Imperio español. Su resultado fue una completa victoria patriota.

## Historia
El 15 de septiembre de 1812, estalló en Sincelejo una rebelión contra el gobierno patriota de Cartagena de Indias. A mediados de octubre, en Cartagena se logró organizar dos columnas para enfrentar la rebelión: la primera fue por tierra a las órdenes del coronel Manuel Cortés Campomanes, y la segunda por mar al puerto de Tolú bajo el mando del también coronel Miguel Carabaño Aponte (acompañado de su hermano Fernando).
Cortés Campomanes logró la victoria en Mancomoján y Ovejas. Por ello, sólo los pueblos del valle del río Sinú siguieron alzados, así que el coronel Pedro Arévalo fue enviado con 150 infantes y 20 jinetes a someter Santa Cruz de Lorica, imponiendo fuertes castigos en la población, mientras que Carabaño Aponte capturaba Tolú y luego seguía al fuerte de Cispatá.
Carabaño Aponte asaltó la posición por tierra y, gracias a que disponía de unos pocos barcos, por mar. El fuerte fue defendido con obstinación y toda la guarnición pasada a cuchillo. El comandante patriota y otros oficiales de origen venezolano demostraron un gran valor en aquella jornada, pero no tomaron prisioneros, afirmando: «para aplacar (...) los manes de tantas víctimas sacrificadas por los españoles en odio de la libertad» (sic).
La toma del fuerte permitió la pacificación de los pueblos de la zona circundante.